# Eleutheria (gènere)
Eleutheria és un gènere d'hidrozous de l'ordre Anthoathecata de la família Cladonematidae. Es distribueix a les aigües marines d'Europa i del Mar Mediterrània.

## Taxonomia
El gènere Eleutheria inclou dos espècies.
- Eleutheria claparedii Hartlaub, 1889
- Eleutheria dichotoma Quatrefages, 1842